# 嘘をもうひとつだけ
『嘘をもうひとつだけ』（うそをもうひとつだけ）は、東野圭吾の短編推理小説集。加賀恭一郎シリーズの第6作。
単行本は2000年4月10日に講談社から刊行され、2003年2月15日に講談社文庫版が刊行された。2001年8月と2002年9月に、テレビ東京系列にて「冷たい灼熱」と「狂った計算」が『多摩南署たたき上げ刑事・近松丙吉シリーズ』の第1作・第2作としてテレビドラマ化された。

## あらすじと登場人物
加賀恭一郎については加賀恭一郎シリーズ#登場人物を参照

### 嘘をもうひとつだけ
弓削バレエ団の事務員・早川弘子の死体が発見された。場所は自宅マンションの植え込みの中だった。警察の調査により、彼女は7階にある自室バルコニーから転落死したことが判明した。彼女は死ぬ1週間前に引っ越したばかりだった。練馬警察署の刑事・加賀恭一郎は、同じマンションに住み、同じ劇団で働く寺西美千代に目をつける。
- 寺西 美千代：弓削バレエ団の事務局長・元プリマドンナ。
- 早川 弘子：弓削バレエ団の事務局に勤務・元バレエダンサー・自宅マンションの敷地内で転落死体となって発見される。
- 寺西 智也：寺西美千代の夫・振り付け師・故人。
- 新川 祐二：寺西智也の親友・作曲家・故人。
- 松井 要太郎：弓削バレエ団のバレエマスター・故人。

### 冷たい灼熱
自宅に帰宅した田沼洋次は、倒れている妻・美枝子を発見した。さらに、幼い息子は行方不明という状態で警察の捜査は開始された。部屋が荒らされていたことから、物取りの犯行で、警察は顔見知りではないかとの見解を見せた。それは田沼美枝子が前から首を絞められて殺されていたからだった。
- 田沼 洋次：工作機械メーカーに勤務。
- 田沼 美枝子：洋次の妻・自宅で絞殺体となって発見される。
- 田沼 裕太：洋次の子供・乳児・行方不明になっている。

### 第二の希望
親しく交際していた毛利周作が殺された。楠木真智子は5年前に離婚しており、現在は11歳になる娘・理沙と二人で暮していた。真智子は器械体操のオリンピック選手になるのが夢だった。しかし、今は娘の才能を見抜き、娘に自分の夢を託そうとしていた。絞殺死体は明らかに他殺。しかし、犯人とその犯行手段が全くの謎だった
- 楠木 真知子：会計事務所に勤務・週に3回はダンススクールのインストラクターを務める。
- 楠木 理砂：真知子の娘・11歳・体操教室に通っている 。
- 毛利 周介：真知子の愛人・真知子のマンションで絞殺死体となって発見される

### 狂った計算
数日前から必ず菊とマーガレットを買っていく女性客・坂上奈央子。彼女はつい先日、交通事故で夫を亡くしたという話だった。加賀が彼女を訪ねたのは、行方不明となっている建築士・中瀬幸伸が、彼女と親しくしていたという噂を聞いたからだった。夫を亡くした妻と行方不明の男。加賀は事件の真相を探りにかかる。
- 坂上 奈央子：主婦。
- 坂上 隆昌：奈央子の夫・製薬会社勤務・交通事故で死亡。
- 中瀬 幸伸：建築士。

### 友の助言
加賀の友人である萩原保が交通事故を起こした。一命は取りとめたが十数か所を骨折し、萩原は入院を余儀なくされた。病院に見舞いに訪れた加賀は、萩原に睡眠薬を飲まなかったか？と話を聞く。しかし、萩原は飲んでいないと言い張るばかり。加賀は萩原に今回の事件を推理し、語り出した。
- 萩原 保：加賀の友人・会社社長・居眠り運転で交通事故を起こす。
- 萩原 峰子：保の妻。
- 萩原 大地：保の息子。
- 葛原 留美子：アートフラワー教室の講師。

## 書籍情報
- 単行本：2000年4月10日発売[1]、 講談社、ISBN 978-4-06-210048-9
- 文庫本：2003年2月14日発売[2]、講談社文庫、ISBN 978-4-06-273669-5

## テレビドラマ
テレビ東京系列「水曜ミステリー9」枠、伊東四朗・主演『多摩南署たたき上げ刑事・近松丙吉』で、2001年8月8日に放送されたシリーズ第1作が「冷たい灼熱」を、2002年9月18日に放送された第2作が「狂った計算」を原作としテレビドラマ化された。